# DA2 Domus Artium 2002
DA2 Domus Artium 2002 es un centro de arte contemporáneo ubicado en la ciudad de Salamanca (España) e inaugurado en abril de 2002 con motivo de la Capitalidad Cultural Europea. Está edificado sobre lo que fue la antigua cárcel provincial, un edificio construido en 1930 y reformado por el arquitecto Horacio Fernández del Castillo como espacio museístico, conservando elementos originales como las puertas de las celdas y la reja de hierro original.
DA2 Domus Artium 2002, parte de la Fundación Salamanca Ciudad de Cultura y Saberes, nació en 2003 para cubrir la necesidad de un espacio especializado en Arte Contemporáneo. Desde 2012, su directora es Tate Díez.

## El edificio
El DA2 tiene una superficie construida de casi 10000 m², de ellos son unos 2600 m² los que se destinan a exposición. Además el museo cuenta con biblioteca, sala de conferencias, tienda, cafetería-restaurante y ludoteca.
De entre los elementos nuevos, añadidos para el correcto funcionamiento de la institución, destaca el vestíbulo edificado dentro del edificio antiguo de ronda. Se trata de un vestíbulo acristalado, que comunica el antiguo acceso con las nuevas salas de exposiciones.
El espacio más singular es, quizás, la gran sala central. Ella mantiene su altura original, organizada en los dos pisos de acceso a las celdas. Las puertas originales de entrada a las celdas se mantienen in situ, en las dos galerías. El espacio, se cierra (ahora solo simbólicamente) tal y como lo hacía antes el módulo de la prisión, con una gran reja de techo a suelo. Las modificaciones en los patios, que un día usaron los presos, son relativamente pequeñas y encaminadas a mejorar la funcionalidad del museo.

## Programa expositivo
El programa expositivo desarrollado desde su inauguración, se caracteriza por una apuesta decidida por las últimas tendencias del arte.
Desde 2013 alberga en una de sus salas el proyecto Visiones Contemporáneas, ciclo expositivo comisariado por Playtime Audiovisuales que acerca cada año al museo, el trabajo de tres artistas vinculados a las últimas tendencias en el cine y vídeo en España: Durante estos años han pasado nombres como María Ruido, Momu & No Es, Lois Patiño, Laida Lertxundi, Regina de Miguel, Dora García (artista), Cristina Lucas, Alex Reynolds, Núria Güell, Carles Congost, Lúa Coderch, Rosana Antolí, Greta Alfaro, Andrés Duque o Cabello/Carceller

## Colecciones
La colección del DA2 funciona a modo de work in progress, manteniéndose siempre atenta a la evolución de las distintas tendencias artísticas. Cuenta con obras de artistas como Joseph Beuys, Jon Mikel Euba, Mona Hatoum o Candida Höfer.
El museo además guarda por un acuerdo firmado en 2007 entre el entonces alcalde Julián Lanzarote y el presidente de Coca-Cola España, Marcos de Quinto; la Colección Coca-Cola Juan Manuel Sainz de Vicuña, de la que fuera director Fernando Francés, también director del CAC de Málaga desde 2003. La colección, nacida en 1993 y que hoy cuenta con unas 300 piezas de artistas como Ana Laura Aláez, Lara Almárcegui, Dis Berlin, Txomin Badiola, Bleda y Rosa, Victoria Civera, Carmen Calvo, Félix Curto, Dora García o Carmela García, entre otras. Desde el 2008 la dirección de la Colección está a cargo de Lorena Martínez de Corral, comisaria de exposiciones y asesora de Artes Plásticas de la Comunidad de Madrid hasta 2013, además de codirectora en Expo-Actual S.L junto con su madre María de Corral, desde el año 2000.

## Didáctica
Permanentemente el museo colabora con la Universidad de Salamanca y la Consejería de Educación en el desarrollo de planes didácticos, dirigidos a niños, adolescentes, universitarios y a la formación continua del propio profesorado artístico.

## Polémicas y despidos
En 2009 y supuestamente por incompatibilidades con la concejala de cultura Isabel Bernardo, se propone la destitución del director artístico Javier Panera, que ostentara el cargo desde la inauguración del centro; y su sustitución por Javier Castro Flórez, entonces director de Art/Salamanca. El alcalde Julián Lanzarote, impulsor del proyecto, lo mantendría en el cargo; mientras Bernardo dimitió.
En 2011 con el nuevo alcalde Alfonso Fernández Mañueco, se produjo la unificación de la Fundación Salamanca Ciudad de Cultura y la Fundación Ciudad de Saberes. La consecuencia de la reestructuración fue el despido del equipo, dejando tan solo una trabajadora en el centro, que asumió la responsabilidad sobre el mismo. También Javier Panera fue finalmente destituido. Este hecho se suma a la oleada de despidos que tuvieron lugar en otros centros de la comunidad como el Museo Patio Herreriano, el MUSAC, el Museo Esteban Vicente o el Museo de la Evolución Humana.
El Juzgado de lo social declaró improcedentes un año después 4 de los 7 despidos. Sin embargo el centro de arte no ha realizado contrataciones de personal ni ha convocado concurso de dirección, a pesar de las declaraciones que se han hecho desde instancias culturales como la ciudadanía, otros museos o asociaciones como el Instituto de Arte Contemporáneo - IAC o la Asociación de Artistas Visuales - AVA Castilla y León.